# Acrotona scopula
Acrotona scopula är en skalbaggsart som först beskrevs av Thomas Casey 1893.  Acrotona scopula ingår i släktet Acrotona och familjen kortvingar. Inga underarter finns listade i Catalogue of Life.